# Marguerittes
Marguerittes är en kommun i departementet Gard i regionen Occitanien i södra Frankrike. Kommunen ligger i kantonen Marguerittes som tillhör arrondissementet Nîmes. År 2022 hade Marguerittes 8 370 invånare.

## Befolkningsutveckling
Antalet invånare i kommunen Marguerittes
Referens:INSEE